# Пастушок чатамський
Пастушок чатамський (Cabalus modestus) — вимерлий вид журавлеподібних птахів родини пастушкових (Rallidae). Був ендеміком архіпелагу Чатем (Нова Зеландія).

## Поширення
Вид мешкав на островах Чатем, Мангере і Пітт. Вперше він був виявлений на Мангере в 1871 році, і з музейних колекцій відомо про 26 екземплярів, зібраних там. Він вимер на острові між 1893 і 1895 роками. Вид також відомий з кісток 19 століття з островів Чатем і Пітт. Ймовірно, його вимирання було спричинене хижацтвом щурів і кішок (які були завезені в 1890-х роках), знищенням середовища існування для забезпечення пасовищ для овець (що знищило весь чагарник і купину на острові до 1900 року), а також випасом кіз і кроликів.